# Sporobolus linearifolius
Sporobolus linearifolius är en gräsart som beskrevs av Elisa G. Nicora. Sporobolus linearifolius ingår i släktet droppgräs, och familjen gräs. Inga underarter finns listade i Catalogue of Life.